# Джибути на Играх исламской солидарности
Джибути принимает участие в Играх исламской солидарности, начиная с Игр 2005 года.
За все Игры спортивные делегации Джибути завоевали всего 7 медалей, из них 1 золотую, в медальном зачёте занимают 32-е место.

## Медалисты
| Медаль  | Спортсмен              | Игры       | Вид спорта      | Дисциплина                             |
| ------- | ---------------------- | ---------- | --------------- | -------------------------------------- |
| Серебро | Мохамед Исмаил Ибрагим | Баку 2017  | Лёгкая атлетика | бег на 3000 м с препятствиями, мужчины |
| Серебро | Мохамед Исмаил Ибрагим | Конья 2021 | Лёгкая атлетика | бег на 3000 м с препятствиями, мужчины |
| Бронза  | Мохамед Исмаил Ибрагим | Баку 2017  | Лёгкая атлетика | бег на 5000 м, мужчины                 |
| Бронза  | Мумин Гала             | Конья 2021 | Лёгкая атлетика | бег на 10 000 м, мужчины               |

## Медальный зачёт
С учётом результатов Игр 2021 года.
| Игры           | Золото | Серебро | Бронза | Всего | Место |
| Мекка 2005     | 0      | 0       | 0      | 0     | —     |
| Палембанг 2013 | 0      | 0       | 0      | 0     | —     |
| Баку 2017      | 0      | 1       | 1      | 2     | 32    |
| Конья 2021     | 0      | 1       | 1      | 2     | 35    |
| Эр-Рияд 2025   |        |         |        |       |       |
| Всего          | 1      | 3       | 3      | 7     | 32    |